# Blackbirds
Blackbirds é um filme de drama mudo produzido nos Estados Unidos, dirigido por J. P. McGowan e lançado em 1915.